# Diana Craig Patch
Diana Craig Patch ist eine US-amerikanische Ägyptologin. Seit 2013 ist sie leitende Kuratorin der Ägyptischen Abteilung des Metropolitan Museum of Art.

## Werdegang
Diana Patch studierte ab 1978 Ägyptologie an der University of Pennsylvania und erlangte dort 1991 ihren Ph.D. mit einer Dissertation zum Siedlungsmuster und zur früher Staatsentwicklung Altägyptens. Bis 1991 war sie an der University of Pennsylvania auch als research associate tätig und war 1982/83 Grabungsleiterin der Pennsylvania-Yale Expedition in Abydos. Von 1985 bis 1990 war sie Co-Direktorin der Walton Hall of Ancient Egypt am Carnegie Museum of Natural History in Pittsburgh. 1996 begann sie ihre Tätigkeit am Metropolitan Museum of Art in New York. Zunächst war sie Gallery Administrator for Egyptian Art, ab 2001 Senior Research Associate and Gallery Administrator, seit 2003 Assistant Curator und wurde 2008 Associate Curator. Nachdem Dorothea Arnold 2012 in Pension gegangen war, wurde Patch zunächst Acting Associate Curator und 2013 Acting Curator in Charge, bis sie schließlich Lila Acheson Wallace Curator in Charge und damit Leiterin einer der größten und bedeutendsten ägyptologischen Sammlungen der Welt außerhalb Ägyptens wurde.
Patch kuratierte oder co-kuratierte in New York mehrere Sonderausstellungen, darunter 2012 The Dawn of Egyptian Art, 2013/14 Cleopatra's Needle und 2017/18 Jewelry: The Body Transformed. 2003 war sie gemeinsam mit Arnold die Kuratorin der Neuaufstellung der Prädynastischen und Frühdynastischen Galerie. Von 2008 bis 2019 war sie Leiterin der Grabungen in Malqata, die das MET gemeinsam mit weiteren Institutionen dort in der Feststadt von Amenophis III. durchführte. Von 1995 bis 2003 leitete sie zudem die Schulungsgrabung des American Research Center in Egypt in Memphis. Gelegentlich lehrt Patch am City College of New York.
Verheiratet war Patch mit James Romano (1947–2003), der als Kurator für ägyptische Kunst am Brooklyn Museum tätig war.

## Publikationen (Auswahl)
- Reflections of greatness. Ancient Egypt at the Carnegie Museum of Natural History. The Carnegie Museum of Natural History, Pittsburgh 1990, ISBN 0-911239-14-6.
- The origin and early development of urbanism in ancient Egypt. A regional study. Dissertation, University of Pennsylvania, Philadelphia 1991.
- Dawn of Egyptian Art. The Metropolitan Museum of Art, New York 2011, ISBN 978-1-58839-460-6.
- mit Alisa LaGamma: The African origin of civilization (= The Metropolitan Museum of Art Bulletin. Band 79, Nr. 4). The Metropolitan Museum of Art, New York 2022, OCLC 1337864614.